# 머나먼 나라
《머나먼 나라》는 KBS 2TV에서 1996년 9월 18일부터 1997년 2월 27일까지 매주 수,목 밤 9시 55분에 방영된 수목 특별기획 드라마이다. 47.1%의 압도적인 시청률을 기록하는 기염을 토한 역대 최대 기록이다.

## 줄거리
좀도둑 김재구의 아들 한수, 달동네를 벗어나고픈 야심에 찬 형우, 가엾은 홀어머니를 둔 상희, 집안의 몰락으로 가장 노릇을 해야 하는 배우 운하. 이들이 엮어가는 사랑과 방황을 통해 젊은이들이 나아가야 할 방향을 제시한다.
이야기는 서울 변두리 달동네를 배경으로 전개된다. 어릴 때 장물아비였던 아버지를 잃고 여동생과 함께 고아신세로 전락, 어떻게든 지옥같은 빈곤을 탈출하기 위해 성공의 엘리베이터를 타려는 회계사 지형우역에 이창훈이 출연하며, 이와 대비되는 인물로 좀도둑질에다 폭력을 휘두르는 사고뭉치지만 사랑하는 연인을 위해서는 아무리 험난한 일도 마다 않는 이삿짐센터 직원 김한수역에 김민종이 나온다.
김희선이 이 둘과 삼각관계를 이루며 몰락한 가정을 다시 일으켜세우기 위해 욕망의 화신으로 변신하는 삼류비디오 영화배우 서운하역으로 캐스팅됐으며, 오현경이 빈부격차의 원인이 사회 구조의 잘못이라는 인식아래 그 악순환의 사슬을 끊으려는 불꽃같은 기질을 지닌 공장 여공 장상희역으로 출연한다.
이와 함께 전쟁 고아출신으로 미군부대 근처에서 자라며 날품팔이, 지게꾼, 도둑질 등 안 해본 일이 없을 정도지만 인생의 실패를 맛보는 김한수의 아버지 김재구역에 김영철이, 장상희의 어머니로 한 남자에게 버림받았지만 강인한 생명력으로 들풀처럼 살아온 박영혜역에 선우은숙이 각각 등장한다.

## 등장 인물

### 중심 인물
- 김민종 : 도둑출신 청소용역업체 대표 김한수 역
- 김희선 : 삼류 영화배우 서운하 역
- 이창훈 : 작곡가 겸 회계사 지형우 역
- 오현경 : 방송작가 장상희 역

### 주변 인물
- 김영철 : 한수의 아버지, 6.25전쟁 고아 출신 김재구 역
- 선우은숙 : 상희의 어머니 박영애 역
- 정재순 : 운하 어머니 역
- 정종준 : 황재벌 역
- 박현숙 : 재벌 부인 강경댁 역
- 이한위 : 박택운 역
- 손종범 : 한수 친구 허영보 역
- 신소미 : 미스민 역
- 고승연 : 미스오 역
- 홍유진 : 형우 여동생 지소영 역

### 그 외 인물
- 임동진 : 운하 아버지 역 (특별출연)
- 남성훈 : 상희 아버지 장만식 역
- 김지영 : 재벌 어머니 양양댁 역
- 강경헌 : 형우 대학후배 역
- 김태우 : 상희 대학선배 역
- 박준규 : 포르노감독 박태주 역
- 김종결 : 주일봉 사장 역
- 송금식 : 이천백 부장 역
- 하재영 : 드라마감독 신태윤 역
- 한규희 : 회계사 이동주 역
- 천호진 : 시민운동가 최욱진 역
- 윤지숙

## 결방 사유
- 1997년 1월 1일 : 9시 45분부터 특선영화 다이하드 3 편성으로 인해 결방[2]

## 2회 연속 방영
- 1997년 1월 2일 : 31~32회 연속영

## 사운드 트랙
| #   | 제목                                      | 가수          | 재생 시간 |
| --- | ----------------------------------------- | ------------- | --------- |
| 1.  | 〈언제나 그대 내 곁에 (R&B Version)〉     | 한관희/김수현 | 3분46초   |
| 2.  | 〈머나먼 나라〉                           | 안용진        | 4분45초   |
| 3.  | 〈언제나 그대 내 곁에 (TV Rock Version)〉 | 최현수/김태욱 | 1분37초   |
| 4.  | 〈언제나 그대 내 곁에 (TV R&B Version)〉  | 한관희/김수현 | 1분33초   |
| 5.  | 〈머나먼 나라 (TV Version)〉              | 안용진        | 1분42초   |
| 6.  | 〈겨울을 위한 Waltz〉                     | 송병준        | 4분19초   |
| 7.  | 〈대립된 사랑 속의 긴장〉                 | 송병준        | 3분00초   |
| 8.  | 〈형우의 Love Theme〉                     | 송병준        | 4분47초   |
| 9.  | 〈City Blues〉                            | 송병준        | 3분20초   |
| 10. | 〈아름다운 아픔〉                         | 송병준        | 3분00초   |
| 11. | 〈Blusy Latin〉                           | 송병준        | 1분40초   |
| 12. | 〈운하 아버지의 죽음과 집안의 몰락〉      | 송병준        | 4분48초   |
| 13. | 〈늦가을의 연민〉                         | 송병준        | 3분15초   |
| 14. | 〈Romance In Blue〉                       | 송병준        | 1분26초   |
| 15. | 〈운하의 Theme〉                          | 송병준        | 1분46초   |
| 16. | 〈상하의 Theme〉                          |               | 2분6초    |

## 수상 경력
- 1996년 KBS 연기대상 남자 우수연기상 김영철
- 1996년 KBS 연기대상 여자 우수연기상 김희선
- 1997년 제33회 백상예술대상 TV부문 극본상 손영목

## 참고 사항
- 이정재가 남자 주인공 캐스팅 물망에 올랐으나[3] 영화 촬영 등의 이유로 고사했다.
- 집필자 손영목 작가는 해당 드라마 때문에 MBC 미니시리즈 《아이싱》(당시 제목은 '은반 위의 기적') 집필 제의[4]를 고사했다.
- 절도 등 소매치기 장면이 빈번히 나와 빈축을 샀다.[5]
- 거친 언어 사용 등 폭력성 시비 문제 때문에[6] 1996년 10월 2일 방송위원회(현 방송통신심의위원회)로부터 '주의' 조치를 받았으며 원래 1998년 1월 말 끝낼 예정이었으나 후속작 준비 미비 탓인지[7] 1달 늘린 2월 말 막을 내렸다.